# 復活節休戰
復活節休戰（羅馬化：Paskhal'noye peremiriye，羅馬化：Velykodnye peremyr'ya）是聯合國在2022年俄羅斯入侵烏克蘭期間向俄羅斯軍隊和烏克蘭軍隊提議的停火協議。根據儒略改革曆和儒略歷，休戰應該在復活節期間舉行，即從公曆2022年4月21日至4月25日。儘管烏克蘭同意該提議，而且得到了歐盟的支持，但這個計劃從未實施，因為俄羅斯拒絕休戰。
2022年4月19日，聯合國秘書長安東尼奧·古特雷斯在紐約聯合國總部大樓舉行的新聞發布會上提議俄烏軍隊在基督教復活節期間暫時休戰，以「開闢一系列人道走廊並為所有希望離開衝突地區的平民安全撤離」和「向（戰爭）受害最深的定居點提供重要援助」。
2022年4月20日，也就是呼籲休戰的第二天，烏克蘭同意了古特雷斯的提議。儘管如此，該計劃從未實現，因為俄羅斯拒絕休戰，「以免讓基輔民族主義者有喘息的機會」。俄羅斯常駐聯合國副代表德米特里·波利揚斯基為放棄復活節休戰的決定辯護，稱「這個提議沒有誠意，會給烏克蘭士兵更多時間重新集結和接收武器」，俄羅斯安全委員會副主席德米特里·梅德韋傑夫表示，「該計劃與國際社會（對烏克蘭戰爭）的立場相矛盾」。

## 另見
- 2023年聖誕節休戰